# Alessandro Ballan
Alessandro Ballan (Castelfranco Veneto, 6 novembre 1979) è un ex ciclista su strada italiano.
Professionista dal 2004 al 2016, in carriera ha vinto il Giro delle Fiandre 2007 e si è laureato campione del mondo in linea nel 2008 a Varese.

## Carriera

### I primi anni e l'esordio nel professionismo
Inizia la carriera ciclistica a 8 anni tra i giovanissimi dell'UC Giorgione. Nel 1998 passa dilettante militando prima nella Zalf-Désirée-Fior, poi nella Trevigiani e nella Cyber Team; in sei stagioni, quattro da Under-23 e due da élite, colleziona 13 vittorie, tra cui il Gran Premio Calvatone, in provincia di Cremona, nel 2002 e il Trofeo ZSŠDI nel 2003. Sempre nel 2003 coglie il terzo posto al campionato italiano dilettanti élite.
Passa professionista all'inizio del 2004 con la Lampre di Giuseppe Saronni, e in stagione partecipa ad alcune prove di Coppa del mondo. L'anno dopo si classifica sesto al Giro delle Fiandre, vince una tappa alla Driedaagse De Panne (primo successo da pro) e una all'Eneco Tour e viene convocato, seppur da riserva, in Nazionale per la prova in linea dei campionati del mondo di Madrid.
Nel 2006, dopo aver vinto il Trofeo Laigueglia ed essere giunto quarto alla Milano-Torino e ottavo alla Milano-Sanremo, si mette in luce nelle classiche del Nord, cogliendo il quinto posto al Giro delle Fiandre e, una settimana dopo, il terzo posto alla Parigi-Roubaix grazie alla squalifica di tre corridori giunti davanti a lui ma colpevoli di aver attraversato un passaggio a livello chiuso. Nel finale di stagione prende quindi il via alla corsa in linea dei campionati del mondo di Salisburgo, vinta da Paolo Bettini, ritirandosi.

### 2007-2009: il Giro delle Fiandre e il titolo mondiale

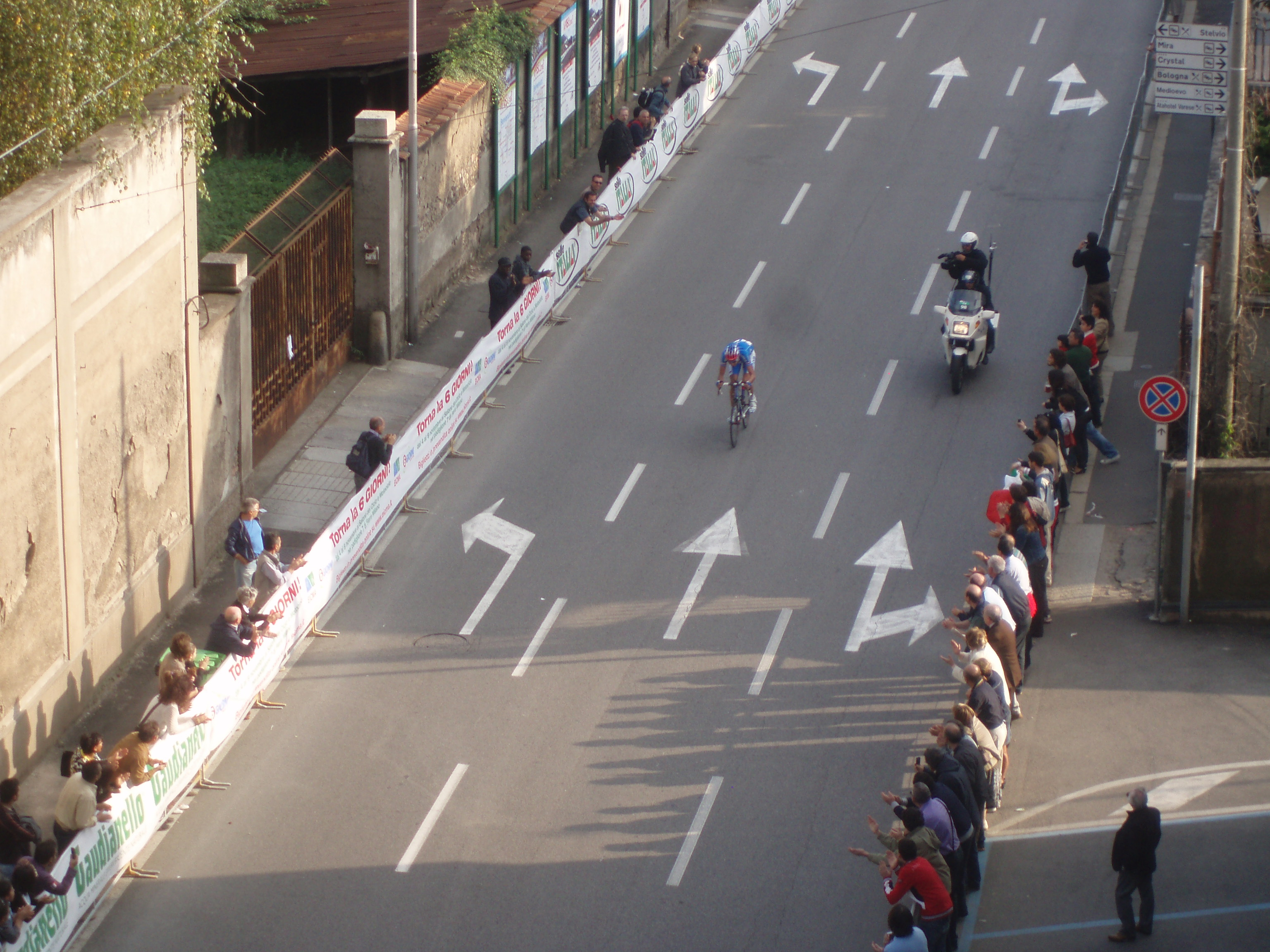
Alessandro Ballan si avvicina al traguardo del mondiale di ciclismo su strada, Varese, Via Carcano, 28 settembre 2008.

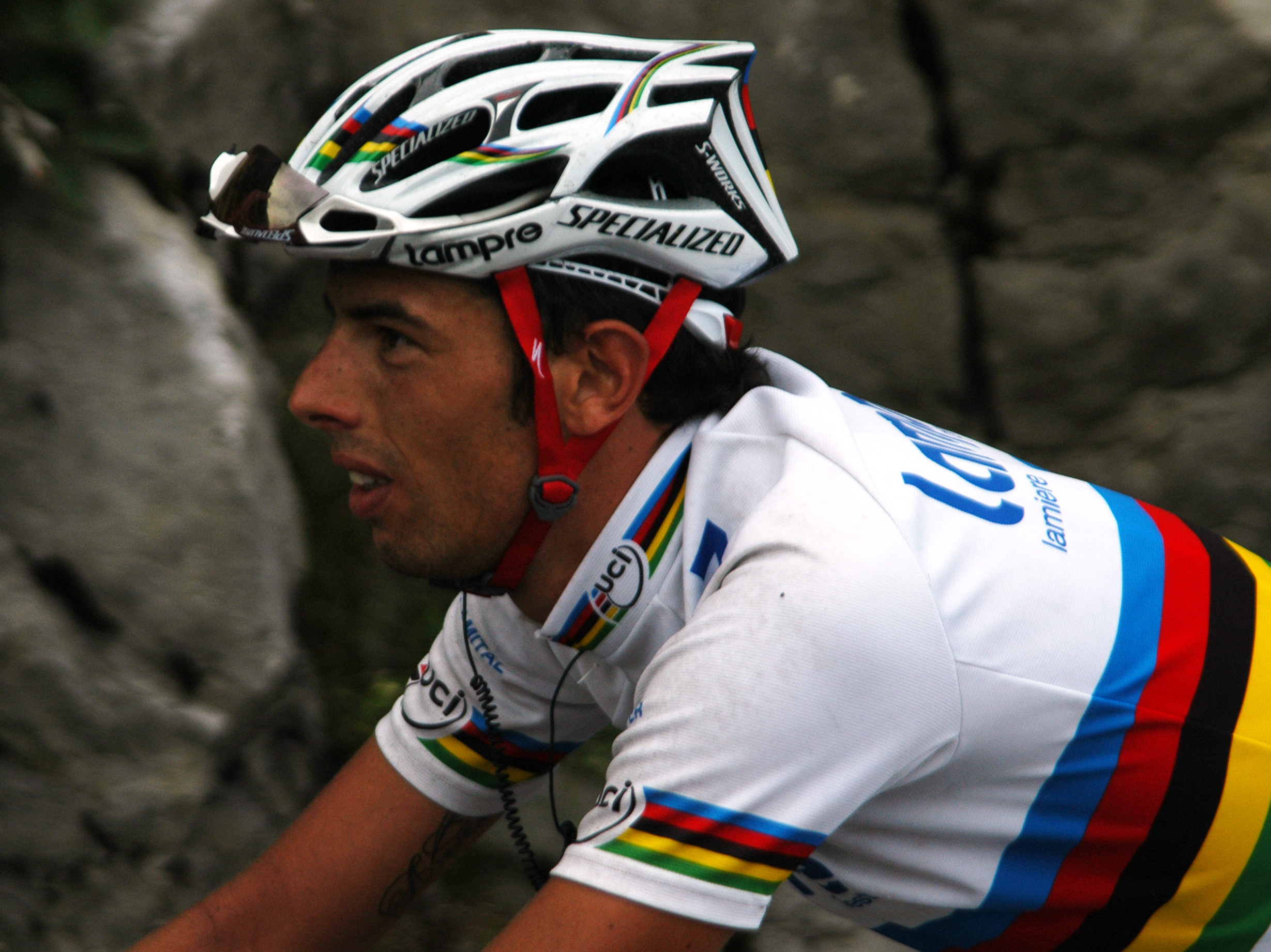
Ballan nel 2009 in maglia iridata

Nel 2007 riesce ad imporsi al Giro delle Fiandre scattando sul muro di Grammont e poi battendo in una volata a due il rivale belga Leif Hoste. Qualche mese dopo, in agosto, vince la Vattenfall Cyclassics di Amburgo grazie ad un attacco da finisseur cominciato a meno di un chilometro dal traguardo; così, come l'anno precedente viene schierato nella gara in linea dei mondiali, e come l'anno precedente ad imporsi è il compagno di squadra Bettini.
L'anno dopo si classifica quarto al Giro delle Fiandre e nuovamente terzo alla Parigi-Roubaix, mentre alla Vuelta a España riesce a vincere una tappa di alta montagna, grazie ad una fuga da lontano, e ad indossare la maglia di leader della classifica per un giorno. Il 28 settembre 2008 è il giorno del suo successo più importante: Ballan vince infatti il campionato del mondo in linea sul circuito di Varese; nell'occasione è protagonista di uno scatto a 2 km dal traguardo che gli permette di staccare un gruppetto di 12 corridori, fra i quali i suoi due compagni di squadra Cunego e Rebellin (giunti rispettivamente secondo e quarto), lo spagnolo Rodriguez e i danesi Breschel (giunto terzo) e Sørensen.
Inizia la stagione 2009 saltando le classiche di primavera e il Giro d'Italia a causa di un citomegalovirus. In agosto, dopo 11 mesi di attesa, riesce a centrare la prima vittoria in maglia iridata vincendo la quinta tappa del Giro di Polonia; conquista anche la maglia di leader della corsa, che indosserà fino al traguardo finale, diventando in tal modo il terzo italiano ad aggiudicarsi la gara dopo Locatelli nel 1949 e Fondriest nel 1994.

### 2010-2013: le stagioni alla BMC e l'infortunio

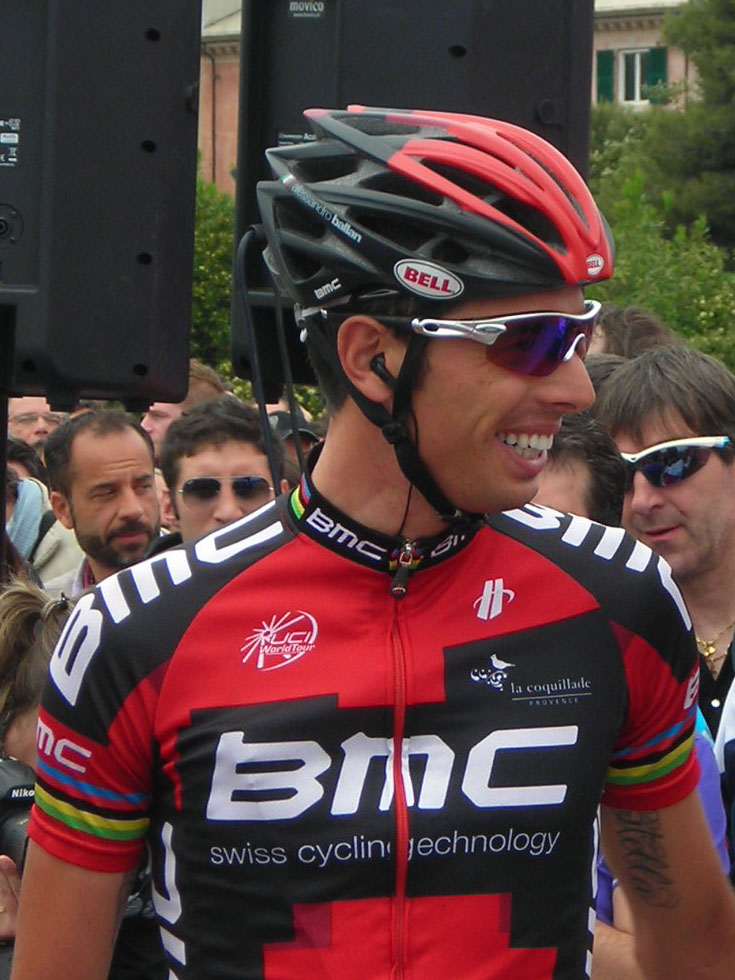
Ballan in maglia BMC

Per la stagione 2010 si trasferisce alla BMC Racing Team, squadra con licenza Professional Continental, insieme al campione del mondo 2009 Cadel Evans. Durante l'anno non ottiene successi, si classifica però terzo nella prova in linea dei campionati italiani e sesto nel Grand Prix de Québec, gara del calendario mondiale. In primavera viene anche sospeso temporaneamente dalla BMC per il coinvolgimento nell'inchiesta di Mantova e i presunti legami con il farmacista Guido Nigrelli, già indagato per doping.
Nel 2011, sempre in maglia BMC, è secondo alla Monte Paschi Strade Bianche, quarto alla Milano-Sanremo e sesto alla Parigi-Roubaix. In maggio viene però sospeso nuovamente dalla sua squadra, in via precauzionale, ancora per il coinvolgimento nell'inchiesta di Mantova, e costretto a saltare il Giro d'Italia. L'anno dopo si mette in particolare evidenza nelle classiche di primavera: quarto alla Strade Bianche, ottavo alla Milano-Sanremo, terzo al Giro delle Fiandre e, come nel 2006 e nel 2008, terzo alla Parigi-Roubaix; vince quindi il Giro di Toscana in volata e, in ottobre, una tappa all'Eneco Tour.
Il 13 dicembre 2012, mentre si sta allenando con la squadra in Spagna, durante la discesa del Coll de Rates è vittima di una caduta che gli provoca la frattura del femore e di tre costole, un grave trauma della milza, poi asportata, ed emorragie al rene e al polmone. Dopo un paio di giorni in terapia intensiva nell'ospedale di Valencia e due operazioni, l'8 gennaio torna in Italia dove continua la riabilitazione; in giugno rientra alle corse ma in luglio deve sottoporsi nuovamente a un'altra operazione all'addome, concludendo così anzitempo, a soli due mesi dal rientro, la stagione.

### 2014-2016: la squalifica per doping, l'assoluzione e il ritiro
Nel novembre 2013, a seguito della conclusione dell'inchiesta di Mantova, Ballan viene deferito alla Seconda sezione della Procura Nazionale Antidoping, con la richiesta di due anni di squalifica per violazione delle norme antidoping. Il 17 gennaio 2014 il Tribunale Nazionale Antidoping gli infligge quindi una squalifica di due anni (scadenza 16 gennaio 2016) come conseguenza del coinvolgimento nell'inchiesta risalente a fatti del 2009, che lo videro indagato a causa delle sedute di ozonoterapia svolte, vietate dal codice antidoping della WADA. Dopo l'annuncio della squalifica, Ballan viene licenziato dal BMC Racing Team.
Nel dicembre 2015 viene annunciata l'assoluzione di Ballan dall'accusa penale di doping di squadra nell'ambito dell'inchiesta di Mantova. Il processo di primo grado smonta tutte le tesi accusatorie del pm Antonino Condorelli, e tutti i componenti del team Lampre, incluso il manager Giuseppe Saronni, escono con un'assoluzione piena. Scontata la squalifica sportiva, il 4 marzo 2016 Ballan annuncia il ritiro dalle competizioni.

## Palmarès
- 2003 (Dilettanti élite)

Trofeo ZSŠDI
- 2005 (Lampre-Caffita, due vittorie)

1ª tappa Driedaagse De Panne - Koksijde (Middelkerke > Zottegem)
4ª tappa Eneco Tour (Landgraaf > Verviers)
- 2006 (Lampre-Fondital, una vittoria)

Trofeo Laigueglia
- 2007 (Lampre-Fondital, tre vittorie)

Classifica generale Driedaagse De Panne - Koksijde
Giro delle Fiandre
Classica di Amburgo
- 2008 (Lampre-Fondital, due vittorie)

7ª tappa Vuelta a España (Barbastro > Andorra)
Campionato mondiale, Prova in linea
- 2009 (Lampre-N.G.C., due vittorie)

5ª tappa Tour de Pologne (Strzyżów > Krynica-Zdrój)
Classifica generale Tour de Pologne
- 2012 (BMC Racing Team, due vittorie)

Giro di Toscana
7ª tappa Eneco Tour (Maldegem > Geraardsbergen)

### Altri successi
- 2006 (Lampre-Fondital)

Memorial Giancarlo Fior e Giorgio Lago (Criterium)
- 2007 (Lampre-Fondital)

Omloop Mandel-Leie-Schelde (Derny)
1ª tappa Tour de Pologne (Varsavia, cronosquadre)
- 2009 (Lampre-N.G.C.)

Dernycriterium Wilrijk (Derny)
- 2012 (BMC Racing Team)

1ª tappa Giro del Trentino (Riva del Garda > Arco, cronosquadre)

## Piazzamenti

### Grandi Giri
- Giro d'Italia

2012: 103º
- Tour de France

2006: 67º
2007: 88º
2008: 94º
2009: 95º
2010: 87º
- Vuelta a España

2008: non partito (15ª tappa)
2009: non partito (17ª tappa)
2012: 63º

### Classiche monumento
- Milano-Sanremo

2005: 52º
2006: 8º
2007: 55º
2008: 16º
2010: 64º
2011: 4º
2012: 8º
- Giro delle Fiandre

2004: 83º
2005: 6º
2006: 5º
2007: vincitore
2008: 4º
2010: 35º
2011: 12º
2012: 3º
- Parigi-Roubaix

2005: 47º
2006: 3º
2007: 61º
2008: 3º
2011: 6º
2012: 3º
- Liegi-Bastogne-Liegi

2004: ritirato
2006: 19º
- Giro di Lombardia

2006: 56º
2007: ritirato
2008: 14º
2009: 29º
2012: ritirato

### Competizioni mondiali
- Campionati del mondo

Salisburgo 2006 - In linea: 88º
Stoccarda 2007 - In linea: 52º
Varese 2008 - In linea: vincitore
Mendrisio 2009 - In linea: 41º
Limburgo 2012 - Cronometro a squadre: 2º
- ProTour-World Tour

UCI ProTour 2006: 7º
UCI ProTour 2007: 12º
UCI ProTour 2008: 11º
Calendario mondiale UCI 2009: 44º
Calendario mondiale UCI 2010: 59º
UCI World Tour 2011: 50º

## Riconoscimenti
- Oscar TuttoBici della rivista TuttoBici nel 2006[14]
- Premio Gino Bartali nel 2008[14]
- Atena d'Argento nel 2008
- Premio Bici al Chiodo nel 2017